# Centaurea kotschyi
Centaurea kotschyi — вид рослин роду волошка (Centaurea), з родини айстрових (Asteraceae).

## Середовище проживання
Поширений у Туреччині (Анатолія) й Ірані.